# (514070) 2014 QZ199
(514070) 2014 QZ199 es un asteroide perteneciente al cinturón de asteroides, región del sistema solar que se encuentra entre las órbitas de Marte y Júpiter.
Fue descubierto el 31 de mayo de 2014 por el equipo del proyecto Mount Lemmon Survey desde el observatorio del Monte Lemmon.

## Designación y nombre
Designado provisionalmente como 2014 QZ199.

## Características orbitales
(514070) 2014 QZ199 está situado a una distancia media del Sol de 3,148 ua, pudiendo alejarse hasta 3,620 ua y acercarse hasta 2,675 ua. Su excentricidad es 0,150 y la inclinación orbital 19,584 grados. Emplea 2039,73 días en completar una órbita alrededor del Sol.
Los próximos acercamientos a la órbita de Júpiter ocurrirán el 13 de septiembre de 2082, el 6 de junio de 2093 y el 28 de abril de 2178.

## Características físicas
La magnitud absoluta de (514070) 2014 QZ199 es 16,23. 